# Монте С. Марије (Сијена)
Монте С. Марије је насеље у Италији у округу Сијена, региону Тоскана.
Према процени из 2011. у насељу је живело 6 становника. Насеље се налази на надморској висини од 322 м.